# Tungvattenaktionen

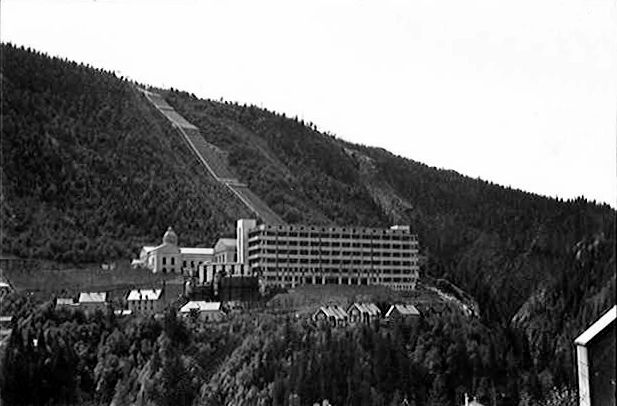
Vemork med den dåvarande elektrolysanläggningen, vilken slutgiltigt sprängdes 1977.

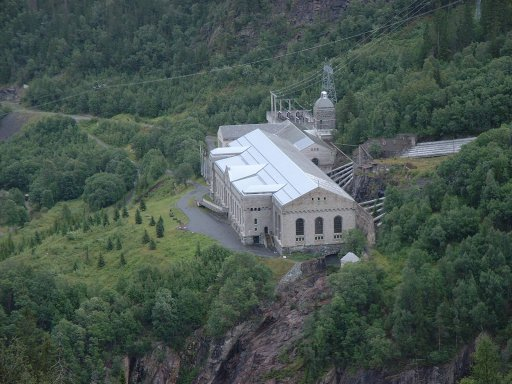
Vemork vattenkraftverk vid Rjukan.

Tungvattenaktionen (norska: Tungtvannsaksjonen) var en sabotageaktion under andra världskriget i Norge då Norsk Hydros elektrolysanläggning för tungt vatten i Vemork vid Rjukan i Telemark sprängdes. Detta gjordes för att hindra  Tyskland att få tillgång till tungt vatten, vilket var en nödvändig del i Nazitysklands kärnvapenprogram. Aktionen genomfördes på natten till den 28 februari 1943 av Kompani Linge som sorterade under Norwegian Independent Company No. 1.  

## Upptakt
Den 18 oktober 1942 landsattes en norsk förtrupp för att ta emot en grupp brittiska soldater. Dessa skulle anlända med två Airspeed Horsa glidflygplan. Svårigheter med navigeringen gjorde dock att glidflygarna hamnade ur kurs och havererade i Telemarksfjällen. De soldater som överlevde haveriet tillfångatogs av Gestapo och avrättades. 41 brittiska soldater miste livet i upptakten till Tungvattenaktionen.

## Genomförande och efterspel
Den norska förtruppen fick vid nyåret order om att genomföra en sprängning av kraftverket i Vemork. Gruppen förstärktes med nya agenter ur Kompani Linge och skred till verket natten till den 28 februari 1943 under ledning av Joachim Rønneberg. Operationen bar namnet Gunnerside. Sprängningen har omvittnats som odramatisk, utan skottväxling. De nio kommandosoldaterna klarade inte att bära tillräckligt med sprängämnen för att totalförstöra de 18 tankar där det tunga vattnet separerades. I stället apterade de små sprängladdningar under varje tank. Explosionerna slog hål på tankarna med sammanlagt 500 kilo tungt vatten och kringflygande stålfragment perforerade exponerade ledningar och rör. Sabotörerna lyckades undkomma trots att tusentals tyska soldater genomsökte de kringliggande områdena. 
Sprängningen visade sig ha endast kortsiktig effekt. Det tog tre månader innan tyskarna kunde återuppta produktionen av tungt vatten i Vemork. De allierade beslöt då att flygbomba anläggningen. Den 16 november 1943 släppte 161 amerikanska bombflygplan nära 1 000 bomber mot målet. Även om skadorna på kraftverket var små, slogs en generator ut. Detta orsakade ett längre driftsstopp. Ett tjugotal civila dödades vid bombfällningen.
Den tyska ockupationsmakten beslöt senare att montera ned och flytta hela anläggningen till  Tyskland. Den första delen av transporten skulle ske med färja över Tinnsjø den 20 februari 1944. Motståndsmannen Knut Haukelid som deltagit i tungvattenaktionen erhöll tillstånd av motståndsrörelsen centralt att spränga färjan under färden. Sprängningen lyckades, färjan förliste varvid 14 civila miste livet.

## Filmatisering av händelserna
- I filmen Kampen om atombomben (norsk titel "Kampen om tungtvannet", 1948) spelar flera av motståndsmännen rollen som sig själva.
- Filmen Hjältarna från Telemarken (1965) med Kirk Douglas i en av rollerna, anknyter till de händelser som verkligen utspelades vid Vemork. Men i stora stycken är handlingen uppdiktad.
- TV-serie i produktion av NRK, Kampen om tungvattnet (norsk titel "Kampen om tungtvannet", 2015), åskådliggörs händelseförloppet kring Tysklands ansträngningar att skaffa sig kärnvapen samtidigt som de allierade saboterade Norsk Hydros anläggning i Rjukan[2].
- I Tv-spelet Battlefield V utvecklat av EA Digital Illusions CE (2018).